# Nacka tingsrätt
Nacka tingsrätt är en tingsrätt i Sverige med Nacka som kansliort. Tingsrättens domkrets omfattar Nacka, Tyresö och Värmdö kommuner. Tingsrätten med dess domkrets ingår i domkretsen för Svea hovrätt. I tingsrätten ingår också Mark- och miljödomstolen i Nacka, med en domkrets som ungefär motsvarar den för Svea hovrätt.

## Administrativ historik
Vid tingsrättsreformen 1971 bildades en tingsrätt benämnd Södertörns tingsrätt i Stockholm av häradsrätten för Södertörns domsagas tingslag. Domkretsen bildades av delar av tingslaget. 1971 omfattade domsagan Haninge, Nynäshamns, Nacka och Tyresö kommuner. Tingsrätten delades 1974 då Handens tingsrätt bildades och ur Södertörns tingsrätts domsaga utbröts Haninge, Nynäshamns och Tyresö kommuner till Handens domsaga.  Kvar i Södertörns tingsrätts domsaga var Nacka kommun. Tingshuset var beläget på Högbergsgatan i Stockholm.
År 1977 namnändrades tingsrätten och domsagan till Nacka tingsrätt och domsaga samtidigt som Värmdö kommun tillfördes från Södra Roslags domsaga. Då omfattade domsagan Nacka kommun och Värmdö kommun. Verksamheten flyttade 1993/1995 till Nacka Strand i Nacka kommun. 1 april 2007 tillfördes Tyresö kommun till domsagan från den då upplösta Handens domsaga.. Vid samma tidpunkt, 1 april 2007, blev tingsrätten även fastighetsdomstol och miljödomstol. Den första oktober 2018 flyttade tingsrätten till nya lokaler i Sickla.

## Verksamhet
Nacka tingsrätt är allmän underrätt för Nacka, Värmdö och Tyresö kommuner. Tingsrätten är också  utsökningsdomstol och handlägger alla överklaganden av utsökningsmål (utmätning och annan verkställighet) där gäldenären är bosatt i Stockholms län eller utomlands. Och ansökningar om erkännande och verkställbarhetsförklaring av vissa utländska domar.
Nacka tingsrätt är också regional Mark- och miljödomstol för Stockholms, Uppsala, Västmanlands och Dalarnas län samt för kommunerna Hallsberg, Kumla, Lekeberg, Lindesberg, Ljusnarsberg, Nora och Örebro. Mark- och miljödomstolen handlägger fastighetsmål, miljömål samt plan- och byggmål.
Vid Nacka tingsrätt arbetar cirka 130 personer, bland annat domare, tekniska råd, beredningsjurister, notarier och domstolshandläggare samt administrativ personal. Tingsrätten är organiserad i fem avdelningar, varav en är administrativ. Avdelning 1 och 2 är allmänna avdelningar medan avdelning 3 och 4 är mark- och miljödomstol.

## Lagmän
- 1971–1975 Bo Beskow
- 1975–1987 Åke Widding
- 1987-1992 Fredrik Boström
- 1992-1995 Lars Grönwall
- 1995–2005  Jan Vilgeus
- 2005–2008 Åke Renström
- 2008–2014 Martin Holmgren
- 2014– Cecilia Klerbro